# البنك الأفريقي للاستيراد والتصدير
بنك التصدير والاستيراد الأفريقي ، ويشار إليه أيضًا إختصاراً باسم (أفريكسيمبنك) أو البنك الأفريقي للاستيراد والتصدير ، هو مؤسسة مالية أفريقية متعددة الأطراف في أكثر من دولة أفريقية تم إنشاؤها في عام 1993 تحت رعاية بنك التنمية الأفريقي . تم إطلاقها رسميًا في الاجتماع العام الأول للمساهمين في أبوجا ، نيجيريا ، في أكتوبر 1993. ويقع المقر الرئيسي له في القاهرة ، مصر . أفريكسيمبنك هو المزود المالي للحكومات الأفريقية والشركات الخاصة لدعم التجارة الأفريقية  ومنطقة البحر الكاريبي. 

## أنظر أيضاً
- بنك التنمية الأفريقي
- بنك التنمية الكاريبي
- بنك التجارة والتنمية
- بنك شرق أفريقيا للتنمية
- بنك التنمية لغرب أفريقيا
- بنك التنمية للجنوب الأفريقي
- أفريكسيم بنك هاوس، كمبالا